# Günter Dybus
Günter Dybus (auch Günther Dybus) ist ein deutscher Sprecher. 

## Leben
Günter Dybus wurde, nachdem er zwei Einsätze als Schauspieler absolviert hatte, ab 1964 als Hörspielsprecher beim Westdeutschen Rundfunk Köln tätig.
Vom 12. November 1972 bis zum 10. Oktober 2021 sprach er den Vorspann in der Sendung mit der Maus. Am 10. Oktober 2021 sprach er den Vorspann zum letzten Mal, jedoch im Wechsel mit Annette Frier, die seit der Sendung am 17. Oktober 2021 die Sprecherin des Vorspanns ist. Außerdem war er auch der Sprecher der „Sachgeschichten“ in den frühen Folgen der Sendung mit der Maus. In Spaß am Montag und Spaß am Dienstag wurde seine Stimme für die Figur des Wuslons Zini verfremdet.
Auch für Janoschs Traumstunde war er als Sprecher zuständig; er sprach unter anderem den kleinen Bären.
Ab 1993 sprach er für den Deutschlandfunk die Rubrik Sternzeit in der Sendung Forschung aktuell.
2012 sprach er Episoden von Professor Balthazar für die Sendung mit der Maus neu ein.

## Filmographie (Auswahl)
- 1963: Die Firma Hesselbach (Fernsehserie, eine Folge)
- 1964: Romeo und Julia
- 1972–2021: Sendung mit der Maus (Sprecher)
- 1973: Lemmi und die Schmöker (Fernsehserie, eine Folge, Sprecher)
- 1977: Das höfliche Alptraumkrokodil (Sprecher)
- 1980–1983: Spaß am Montag (Sprecher)
- 1984–1992: Spaß am Dienstag (Sprecher)
- 1986–1990: Janoschs Traumstunde (Sprecher)